# Чибыж
Чибыж (мар. Чывыж) — деревня в Сернурском районе Республики Марий Эл. Входит в состав Сердежского сельского поселения.

## География
Находится в северо-восточной части республики Марий Эл на расстоянии приблизительно 2 км на восток от районного центра посёлка Сернур.

## История
Упоминалась с периода 1877—1883 годов как в починок, где проживали 13 мужчин. В 1884 году в деревне Чибыж (Калинов Куст) в 16 дворах проживали 95 человек. В 1925 году здесь жилоем 88 человек. В 1975 году числилось 12 хозяйств с населением 63 человека, в 1988 году в 6 домах проживали 12 человек, из них 2 трудоспособных. В деревне имеются дачные застройки и огороды. В советское время работали колхозы имени Калинина и «Коммунар».

## Население
Население составляло 1 человек (мари 100 %) в 2002 году, 3 в 2010.